# Eupatorium variegatum
Eupatorium variegatum là một loài thực vật có hoa trong họ Cúc. Loài này được Malme mô tả khoa học đầu tiên năm 1933.